# Geschützter Landschaftsbestandteil Hohlweg am Pahlsgrund
Der Geschützte Landschaftsbestandteil Hohlweg am Pahlsgrund mit 0,47 ha Flächengröße liegt im Stadtgebiet von Marsberg südwestlich von Udorf im Hochsauerlandkreis. Das Gebiet wurde 2008 mit dem Landschaftsplan Marsberg durch den Kreistag des Hochsauerlandkreises als Geschützter Landschaftsbestandteil (LB) ausgewiesen. Das LB ist umgeben vom Landschaftsschutzgebiet Rotes Land. Im Nordosten liegt nahe dem LB das Naturschutzgebiet Udorfer Mühle.

## Beschreibung
Der Landschaftsplan führt zum LB aus: „Der Weg, der von der Udorfer Mühle aus den Pansgrund erschließt, ist westlich der morphologisch ausgeprägten Talform als leicht ansteigender, bis zu 3 m eingetiefter Hohlweg ausgebildet. Dabei werden die südlichen Böschungen von einer relativ dichten Strauchbestockung aus Schlehe, Hasel, Holunder, Weißdorn u. ä. eingenommen, während nördlich des Wirtschaftsweges versucht wurde, die Hohlform durch Fichtenanbau wirtschaftlich zu nutzen. Auf beiden Seiten grenzen ungünstig zugeschnittene Ackerflächen an die Böschungsoberkanten, so dass eine latente Gefährdung dieser kulturhistorisch interessanten Kleinstruktur durch Verfüllung und „Egalisierung“ besteht. Die Gebüschgesellschaften auf der Südböschung ergänzen zudem das Angebot an Bruthabitaten für die Vogelfauna der nordöstlich gelegenen, großflächigen Magergrünlandtriften.“

## Schutzzweck
Die Ausweisung als LB erfolgte:
- Zur Erhaltung, Entwicklung oder Wiederherstellung der Leistungs- und Funktionsfähigkeit des Naturhaushaltes
- Zur Belebung, Gliederung oder Pflege des Orts- und Landschaftsbildes
- Zur Abwehr schädlicher Einwirkungen

Das LB stellt, wie die anderen LB’s im Landschaftsplangebiet, einen herausragenden Lebensraum für die ökologische Leistungsfähigkeit des Naturhaushaltes dar. Dient ferner als landschaftsgliederndes und -belebendes Element. Die Ausweisung dient der Abwehr realer oder potenzieller schädlicher Einwirkungen durch Pflanzenentnahme, Relief- oder Gewässerveränderungen usw.